# Підйом (телепередача)
«Підйом» — ранкова розважальна програма, виходила з 17 червня 1999 року по 27 червня 2014 року на «Новому каналі». Двічі переможець Національної телевізійної премії «Телетріумф» як найкраща інформаційно-розважальна програма (2000, 2001 роки). Головним режисером цієї програми на той час була Тетяна Ходаківська (Tania Khodakivska).
Виходила в ефір з понеділка по п'ятницю з 7:00 до 10:00.

## Історія програми
Першими ведучими програми були Марія Єфросініна і Юрій Горбунов — найпопулярніша ТБ-пара 2001 року за опитуваннями читачів журналу «ТВ-парк». Також програму вели Сніжана Єгорова, Степан Казанін (95 квартал), Анастасія Касілова, Ганна Сєдокова, Максим Неліпа, Андрій Доманський, Олег Панюта, Фоззі.
3 2008 року ведучими стали Сергій Притула, Ольга Фреймут та Олександр Педан. 27 травня 2011 року вони провели останній ефір. Усі троє почали займатися «сольними проектами».

Ведучі «Підйому» у 2011 році. Андрій Шабанов, Ольга Цибульська та Роман Скрипін.

З 31 травня 2011 року новими ведучими стали переможниця «Першої Фабрики зірок» Ольга Цибульська, радіоведучий Андрій Шабанов та журналіст Роман Скрипін.
22 серпня 2011 р. керівництво каналу вирішує Ольгу Цибульську замінити Юлією Ковальовою. 30 грудня 2011 року Скрипін, Шабанов і Ковальова провели свій останній ефір в ролі ведучих «Підйому». Андрій Шабанов та Юлія Ковальова починають працювати на нових проектах каналу.
На початку 2012 р. зйомки «Підйому» припинилися до березня для переформатування і пошуку нових ведучих.
У переформатованому проекті змінилися ведучі та додалися нові рубрики.
Новими обличчями ранкового розважального шоу «Підйом» стали український актор В'ячеслав Соломка, співак, пародист і телеведучий Олександр Скічко та відома диктор та телеведуча Юлія Довган. Кожен з ведучих у рамках програми веде свій блог на сайті http://fanpidyom.novy.tv/ [Архівовано 1 червня 2012 у Wayback Machine.].
Прем'єра оновленого шоу відбулася 5 березня 2012 р. на офіційному сайті каналу. На телебаченні програма стартувала 12 березня.
З 17 вересня замість Юлії Довган «Підйом» почала вести Альона Мусієнко.
У новому сезоні з 27 серпня 2013 року ведучими програми стали Тетяна Ожелевська та Єгор Калєйніков.
28 лютого Тятяна Ожелевська покинула ранкове шоу. 3 березня 2014 року новою ведучою стала Світлана Рижук.
27 червня 2014 року вийшов останній ефір Підйому з Єгором Калейніковим та Світланою Рижук.

## Нагороди
- 2001 — Телетріумф  в номінації «Телевізійне шоу»
- 2002 — Телетріумф  в номінації «Телевізійне шоу»